# Olga Oelkers
Olga Oelkers (21 maggio 1887 – 10 gennaio 1969) è stata una schermitrice tedesca, vincitrice di una medaglia di bronzo nella scherma ai giochi olimpici.